# Widow Clicquot
Widow Clicquot (La viuda de Cliquot en español) es una película dramática coproducida internacionalmente de 2023, dirigida por Thomas Napper, a partir de un guion de Erin Dignam y Christopher Monger basado en el libro The Widow Clicquot de Tilar J. Mazzeo dedicado a la historia de la empresaria Barbe-Nicole Cliquot-Ponsardin. Está protagonizada por Haley Bennett, Tom Sturridge, Sam Riley, Anson Boon, Leo Suter, Ben Miles y Natasha O'Keeffe.
Tuvo su estreno mundial en el Festival Internacional de Cine de Toronto el 11 de septiembre de 2023.

## Reparto
- Haley Bennett como Barbe-Nicole Clicquot-Ponsardin
- Tom Sturridge como François Clicquot
- Sam Riley
- Anson Boon como Edouard Werle
- Leo Suter
- Ben Miles como Philippe Clicquot
- Natasha O'Keeffe como Anne
- Cecily Cleeve como Clementine Clicquot
- Paul Rhys como Droite
- Ian Conningham como Paquet
- Christopher Villers
- Cara Seymour como Jeanne Marie Posardin
- Phoebe Nicholls
- Nick Farrell
- Chris Larkin como Muller
- Mark Tandy

## Producción
En octubre de 2022, se anunció que Haley Bennett, Tom Sturridge, Sam Riley, Leo Suter y Anson Boom se unieron al elenco de la película, con Thomas Napper como director a partir de un guion de Erin Dignam y con Christopher Monger y Joe Wright como productor.
La fotografía principal tuvo lugar en Chablis y Reims, Francia, en octubre de 2022.

## Estreno
La película tuvo su estreno mundial en el Festival Internacional de Cine de Toronto el 11 de septiembre de 2023. En noviembre de 2023, Vertical Entertainment adquirió los derechos de distribución de la película. Tuvo un estreno general el 19 de julio de 2024.

## Recepción
Widow Clicquot recibió en reseñas generalmente positivas de parte de la crítica y de la audiencia. En el sitio web especializado Rotten Tomatoes, la película posee una aprobación de 81%, basada en 67 reseñas, con una calificación de 6.7/10, y con un consenso crítico que dice: «Centrada en la brillante actuación de Haley Bennett, Widow Clicquot es una historia visualmente impresionante de resistencia que deja un agradable regusto en el paladar». De parte de la audiencia tiene una aprobación de 74%, basada en más de 100 votos, con una calificación de 4.0/5.
El sitio web Metacritic le dio a la película una puntuación de 66 de 100, basada en 15 reseñas, indicando «reseñas generalmente favorables», mientras que en el sitio IMDb los usuarios le asignaron una calificación de 6.3/10, sobre la base de más de 1300 votos. En la página web FilmAffinity la cinta tiene una calificación de 6.0/10, basada en 35 votos.